# Rodheim-Bieber
Rodheim-Bieber (bis 1954 Rodheim an der Bieber) ist der größte Ortsteil der Gemeinde Biebertal im mittelhessischen Landkreis Gießen.

## Geografische Lage
Rodheim-Bieber liegt am Ufer der Bieber, eines Nebenflusses der Lahn, etwa 7 km nordwestlich der Stadt Gießen.

## Geschichte
Historische Namensformen
In erhaltenen Urkunden wurde Rodheim-Bieber unter den folgenden Ortsnamen erwähnt (in Klammern das Jahr der Erwähnung):
- Rudeheim, de (um 1150) [Wyss, Urkundenbuch der Deutschordens-Ballei 3, S. 313 f. Nr. 1337]
- Rodeheim (1263)
- Roddeheym under Foczberg (1428)
- Rodheim-Bieber (1954) [Am 1. April 1954 Umbenennung aus Rodheim an der Bieber in Rodheim-Bieber]

### Ortsgeschichte
Rodheim wurde zum ersten Mal um 1150 urkundlich unter dem Namen Rudeheim erwähnt. Während Bieber im Laufe des 17. Jahrhunderts aus einigen Mühlen und einer Eisenhütte entstand deren erste Erwähnung auf das Jahr 1660 zurückgeht. Zu dieser Zeit musste zur Aufrechterhaltung des Hüttenbetriebes der Bieberhütte Eisenerz aus Wommelshausen angefahren werden. Bieber war nie eine eigenständige Gemeinde noch hatte es eine eigene Gemarkung. Im Jahr 1854 gehörte Bieber zu 2⁄3 zu Fellingshausen und zu einem Drittel Rodheim. 1932 erfolgte die Eingemeindung nach Rodheim.
Die Statistisch-topographisch-historische Beschreibung des Großherzogthums Hessen berichtet 1830 über Rodheim:

„Rodheim (L. Bez. Giessen) evangel. Pfarrdorf; liegt an dem Bieberbach 1 1⁄2 St. von Giessen, hat mit von Bieber 150 Häuser und 827 Einwohner, die außer 1 Katholiken und 23 Juden evangelisch sind. – Nach dem Dorfe nannte sich eine Familie. Ernst von Rodheim und seine nächsten Verwandten trugen 1261, der Landgräfin Sophie die Burg Blankenstein zu Lehen auf. Ludwig von Rodheim war 1352 Burgmann zu Königsberg. Rodheim war zwischen Hessen und Nassau gemeinschaftlich, wurde aber bei der 1585 vorgenommenen Abtheilung ausschließend Hessisch.“

Die Gemeinde Rodheim a. d. Bieber wurde im Jahr 1954 in Rodheim-Bieber umbenannt. Im Jahr 1970 wurde Rodheim-Bieber mit den bis dahin ebenfalls unabhängigen Gemeinden Vetzberg, Fellingshausen, Königsberg und Krumbach zur Gemeinde Biebertal zusammengeschlossen. Frankenbach folgte dann 1977.
Von 1898 bis 1963 verkehrte hier die Biebertalbahn, „Bieberlieschen“ genannt, eine schmalspurige Kleinbahn zum Transport von Personen und Eisenerz.
Hessische Gebietsreform (1970–1977)
Im Zuge der Gebietsreform in Hessen fusionierte die selbstständige Gemeinde Rodheim-Bieber am 1. Dezember 1970 freiwillig mit den Gemeinden Fellingshausen, Königsberg, Krumbach und Vetzberg zur neuen Großgemeinde Biebertal. Für Rodheim-Bieber wurde wie für alle ehemals eigenständigen Gemeinden ein Ortsbezirk mit Ortsbeirat und Ortsvorsteher eingerichtet. Der Sitz der Gemeindeverwaltung wurde Rodheim-Bieber.

### Verwaltungsgeschichte im Überblick
Die folgende Liste zeigt die Staaten und Verwaltungseinheiten, denen Rodheim-Bieber angehört(e):
- vor 1567: Heiliges Römisches Reich, Gericht des gemeinen Landes an der Lahn (Kondominium: Grafschaft Nassau und Landgrafschaft Hessen)
- ab 1567: Heiliges Römisches Reich, Landgrafschaft Hessen-Marburg, „Gemeines Land an der Lahn“[11]
- ab 1585: Heiliges Römisches Reich, Landgrafschaft Hessen-Marburg, Rodheim (wird rein hessisch)
- 1604–1648: Heiliges Römisches Reich, strittig zwischen Landgrafschaft Hessen-Darmstadt und Landgrafschaft Hessen-Kassel (Hessenkrieg)
- ab 1604: Heiliges Römisches Reich, Landgrafschaft Hessen-Darmstadt, Oberfürstentum Hessen, Oberamt Gießen (ab 1789), Gericht Heuchelheim[12][13]
- ab 1806: Großherzogtum Hessen,[Anm. 2] Fürstentum Oberhessen, Landamt Gießen[14]
- ab 1815: Großherzogtum Hessen, Provinz Oberhessen, Landamt Gießen[15]
- ab 1821: Großherzogtum Hessen, Provinz Oberhessen, Landratsbezirk Gießen[Anm. 3]
- ab 1832: Großherzogtum Hessen, Provinz Oberhessen, Landkreis Gießen
- ab 1848: Großherzogtum Hessen, Regierungsbezirk Gießen
- ab 1852: Großherzogtum Hessen, Provinz Oberhessen, Landkreis Gießen
- ab 1867: Norddeutscher Bund,[Anm. 4] Königreich Preußen,[Anm. 5] Provinz Hessen-Nassau, Regierungsbezirk Wiesbaden, Kreis Biedenkopf (übergangsweise Hinterlandkreis)[13]
- ab 1871: Deutsches Reich, Königreich Preußen, Provinz Hessen-Nassau, Regierungsbezirk Wiesbaden, Kreis Biedenkopf
- ab 1918: Deutsches Reich (Weimarer Republik), Freistaat Preußen, Provinz Hessen-Nassau, Regierungsbezirk Wiesbaden, Kreis Biedenkopf
- ab 1932: Deutsches Reich, Freistaat Preußen, Provinz Hessen-Nassau, Regierungsbezirk Wiesbaden, Kreis Wetzlar
- ab 1944: Deutsches Reich, Freistaat Preußen, Provinz Nassau, Kreis Wetzlar
- ab 1945: Amerikanische Besatzungszone,[Anm. 6] Groß-Hessen, Regierungsbezirk Wiesbaden, Kreis Wetzlar
- ab 1949: Bundesrepublik Deutschland, Land Hessen (seit 1946), Regierungsbezirk Wiesbaden, Kreis Wetzlar
- 1952: Umbenennung von Rodheim nach Rodheim-Bieber
- ab 1968: Bundesrepublik Deutschland, Land Hessen, Regierungsbezirk Darmstadt, Landkreis Wetzlar
- ab 1970: Bundesrepublik Deutschland, Land Hessen, Regierungsbezirk Darmstadt, Kreis Wetzlar, Gemeinde Biebertal[Anm. 7]
- ab 1977: Bundesrepublik Deutschland, Land Hessen, Regierungsbezirk Darmstadt, Lahn-Dill-Kreis, Gemeinde Biebertal
- ab 1979: Bundesrepublik Deutschland, Land Hessen, Regierungsbezirk Darmstadt, Landkreis Gießen, Gemeinde Biebertal
- ab 1981: Bundesrepublik Deutschland, Land Hessen, Regierungsbezirk Gießen, Landkreis Gießen, Gemeinde Biebertal

### Gerichte seit 1803
In der Landgrafschaft Hessen-Darmstadt wurde mit Ausführungsverordnung vom 9. Dezember 1803 das Gerichtswesen neu organisiert. Für die Provinz Oberhessen wurde das „Hofgericht Gießen“ als Gericht der zweiten Instanz eingerichtet. Die Rechtsprechung der ersten Instanz wurde durch die Ämter bzw. Standesherren vorgenommen und somit war für Rodheim das „Landamt Gießen“ zuständig. Das Hofgericht war für normale bürgerliche Streitsachen Gericht der zweiten Instanz, für standesherrliche Familienrechtssachen und Kriminalfälle die erste Instanz. Übergeordnet war das Oberappellationsgericht Darmstadt.
Mit der Gründung des Großherzogtums Hessen 1806 wurde diese Funktion beibehalten, während die Aufgaben der ersten Instanz 1821 im Rahmen der Trennung von Rechtsprechung und Verwaltung auf die neu geschaffenen Land- bzw. Stadtgerichte übergingen. „Stadtgericht Gießen“ war daher von 1821 bis 1866 die Bezeichnung für das erstinstanzliche Gericht, das für Rodheim zuständig war.
Nach der Abtretung des nordwestlichen Teil des Landkreis Gießen und mit ihm Rodheim an Preußen, infolge des Friedensvertrags vom 3. September 1866 zwischen dem Großherzogtum Hessen und dem Königreich Preußen wurde Rodheim vom Stadtgericht Gießen abgetrennt. Im Juni 1867 erging eine königliche Verordnung, die die Gerichtsverfassung im vormaligen Herzogtum Nassau und den vormals zum Großherzogtum Hessen gehörenden Gebietsteilen neu ordnete. Die bisherigen Gerichtsbehörden sollten aufgehoben und durch Amtsgerichte in erster, Kreisgerichte in zweiter und ein Appellationsgericht in dritter Instanz ersetzt werden. Im Zuge dessen erfolgte am 1. September 1867 die Umbenennung des bisherigen Landgerichts in Amtsgericht Gladenbach und die Zulegung Rodheim zu diesem Gericht. Die Gerichte der übergeordneten Instanzen waren das Kreisgericht Dillenburg und das Appellationsgericht Wiesbaden. Aufgrund des Gerichtsverfassungsgesetzes 1877 kam es mit Wirkung zum 1. Oktober 1879 zum Wechsel des Amtsgerichts in den Bezirk des neu errichteten Landgerichts Marburg. Mit dem Wechsel Rodheim 1932 in den Kreis Wetzlar, wechselt es auch in den Bereich des Amtsgerichts Wetzlar. Am 1. August 1979 wechselt Rodheim mit der Gemeinde Biebertal zum Bereich des Amtsgerichts Gießen. Die übergeordneten Instanzen sind jetzt das Landgericht Gießen, das Oberlandesgericht Frankfurt am Main sowie der Bundesgerichtshof als letzte Instanz.

## Bevölkerung

### Einwohnerstruktur 2011
Nach den Erhebungen des Zensus 2011 lebten am Stichtag dem 9. Mai 2011 in Rodheim-Bieber 5022 Einwohner. Darunter waren 159 (3,2 %) Ausländer. Nach dem Lebensalter waren 738 Einwohner unter 18 Jahren, 1968 zwischen 18 und 49, 1140 zwischen 50 und 64 und 1176 Einwohner waren älter. Die Einwohner lebten in 2265 Haushalten. Davon waren 732 Singlehaushalte, 702 Paare ohne Kinder und 603 Paare mit Kindern, sowie 192 Alleinerziehende und 32 Wohngemeinschaften. In 516 Haushalten lebten ausschließlich Senioren und in 1452 Haushaltungen lebten keine Senioren.

### Einwohnerentwicklung
| • 1791: | 496 Einwohner             |
| • 1800: | 571 Einwohner             |
| • 1806: | 658 Einwohner, 121 Häuser |
| • 1829: | 827 Einwohner, 150 Häuser |

| Rodheim(-Bieber): Einwohnerzahlen von 1791 bis 2011 | Rodheim(-Bieber): Einwohnerzahlen von 1791 bis 2011 | Rodheim(-Bieber): Einwohnerzahlen von 1791 bis 2011 | Rodheim(-Bieber): Einwohnerzahlen von 1791 bis 2011 | Rodheim(-Bieber): Einwohnerzahlen von 1791 bis 2011 |
| --- | --------------------------------------------------- | --------------------------------------------------- | --------------------------------------------------- | --------------------------------------------------- |
| Jahr |                                                     |                                                     |                                                     | Einwohner                                           |
| 1791 | 1791                                                |                                                     | 496                                                 | 496                                                 |
| 1800 | 1800                                                |                                                     | 571                                                 | 571                                                 |
| 1806 | 1806                                                |                                                     | 658                                                 | 658                                                 |
| 1829 | 1829                                                |                                                     | 827                                                 | 827                                                 |
| 1834 | 1834                                                |                                                     | 824                                                 | 824                                                 |
| 1840 | 1840                                                |                                                     | 845                                                 | 845                                                 |
| 1846 | 1846                                                |                                                     | 899                                                 | 899                                                 |
| 1852 | 1852                                                |                                                     | 889                                                 | 889                                                 |
| 1858 | 1858                                                |                                                     | 941                                                 | 941                                                 |
| 1864 | 1864                                                |                                                     | 990                                                 | 990                                                 |
| 1871 | 1871                                                |                                                     | 1.024                                               | 1.024                                               |
| 1875 | 1875                                                |                                                     | 1.103                                               | 1.103                                               |
| 1885 | 1885                                                |                                                     | 1.268                                               | 1.268                                               |
| 1895 | 1895                                                |                                                     | 1.409                                               | 1.409                                               |
| 1905 | 1905                                                |                                                     | 1.706                                               | 1.706                                               |
| 1910 | 1910                                                |                                                     | 1.787                                               | 1.787                                               |
| 1925 | 1925                                                |                                                     | 1.934                                               | 1.934                                               |
| 1939 | 1939                                                |                                                     | 2.483                                               | 2.483                                               |
| 1946 | 1946                                                |                                                     | 3.336                                               | 3.336                                               |
| 1950 | 1950                                                |                                                     | 3.484                                               | 3.484                                               |
| 1956 | 1956                                                |                                                     | 3.589                                               | 3.589                                               |
| 1961 | 1961                                                |                                                     | 3.796                                               | 3.796                                               |
| 1967 | 1967                                                |                                                     | 4.159                                               | 4.159                                               |
| 1970 | 1970                                                |                                                     | 4.430                                               | 4.430                                               |
| 1980 | 1980                                                |                                                     | ?                                                   | ?                                                   |
| 1990 | 1990                                                |                                                     | ?                                                   | ?                                                   |
| 2000 | 2000                                                |                                                     | ?                                                   | ?                                                   |
| 2011 | 2011                                                |                                                     | 5.022                                               | 5.022                                               |
| Datenquelle: Historisches Gemeindeverzeichnis für Hessen: Die Bevölkerung der Gemeinden 1834 bis 1967. Wiesbaden: Hessisches Statistisches Landesamt, 1968. Weitere Quellen: LAGIS; Zensus 2011 |                                                     |                                                     |                                                     |                                                     |

### Historische Religionszugehörigkeit
| Quelle: Historisches Ortslexikon |                                                                      |
| • 1829:                          | 0803 evangelische, einen katholischen, 23 jüdische Einwohner         |
| • 1885:                          | 1236 evangelische, 4 katholische, 28 jüdische Einwohner              |
| • 1961:                          | 3093 evangelische (= 81,48 %), 606 katholische (= 15,96 %) Einwohner |

## Politik

### Ortsbeirat
Seit der Kommunalwahl 2016 besteht der Ortsbeirat aus drei Vertretern der FW, zwei Vertretern der SPD, einem Vertreter der CDU und einem Vertreter der GRÜNEN. Ortsvorsteher ist derzeit Rainer Bodson (SPD).

### Wappen und Flagge
Am 20. März 1968 wurde der Gemeinde Rodheim-Bieber im damaligen Landkreis Wetzlar ein Wappen und eine Flagge mit den folgenden Beschreibungen genehmigt.
| Wappen von Rodheim-Bieber | Blasonierung: „In Schwarz über einem rotbezungten und -bewehrten goldenen Biber eine goldene Hacke und eine goldene Axt schräggekreuzt.“ |
| Wappen von Rodheim-Bieber | Bezüglich des Bibers handelt es sich um ein „redendes Wappen“.                                                                           |

Flaggenbeschreibung: „Zwischen schmalen roten Seitenbahnen eine breite goldene Mittelbahn, im oberen Drittel belegt mit dem Gemeindewappen.“

## Sehenswürdigkeiten

Evangelische Kirche

- Gail’scher Park: Landschaftsgarten mit Villa, errichtet in den Jahren 1882 bis 1896 unter Mitwirkung der Gartenarchitekten Heinrich Siesmayer und Andreas Weber von Wilhelm und Anna Gail, unmittelbar neben einer (mittlerweile abgerissenen) Tabakfabrik der Unternehmerfamilie.
- Evangelische Kirche Rodheim: spätromanischer Chorturm erbaut im 13. Jahrhundert, gotisches Kirchenschiff[25]
- Hof Schmitte (1412 zum ersten Mal urkundlich erwähnt, als Waldschmiede zur Burg Gleiberg, dann zum adligen Hofgut ausgebaut, bestehend aus 15 unterschiedlichen Gebäuden, seit 1974 unter Denkmalschutz; letzte Besitzerin aus der Familie van der Hoop, die das Gut nach Erbschaft von Johann Conrad Firnhaber von Eberstein (1776–1849) über fünf Generationen besaß, war Dr. med. dent. Dorothea Freifrau van der Hoop, geb. Sinner (1908–2007), Witwe des Generalmajors Adrian Freiherr van der Hoop (1898–1967))
- Museum KeltenKeller

## Öffentliche Einrichtungen
- Grundschule
- Georg-Kerschensteiner-Schule
- Zwei Kindergärten
- Zwei Bürgerhäuser
- Gemeindeverwaltung
- Hallenbad
- Fünf Kinderspielplätze

## Persönlichkeiten
- Johann Conrad Firnhaber von Eberstein (1776–1849), hessischer Landtagsabgeordneter war Eigentümer von Hof Schmitte und Namensgeber des Naturschutzgebietes Eberstein
- Wilhelm Haus (1899–1955), Politiker (NSDAP) und Mitglied des Provinziallandtages der Provinz Hessen-Nassau
- Uwe Schäfer (1963–2004), Automobilrennfahrer